# 프랑스령 적도 아프리카
프랑스령 적도 아프리카(프랑스어: Afrique équatoriale française, AEF)는 1910년부터 1958년까지 적도 부근 아프리카의 프랑스령 식민지들이 이루었던 연방이다. 지금의 차드, 중앙아프리카 공화국, 콩고 공화국, 가봉에 걸쳐 있었다.
1910년 프랑스령 콩고, 가봉, 우방기샤리, 차드가 연방 식민지를 형성했으며 총독부는 브라자빌에 설치되었다. 1918년에는 제1차 세계 대전 종전과 함께 프랑스가 독일 제국으로부터 획득하면서 신설된 프랑스령 카메룬이 프랑스령 적도 아프리카의 일원이 되었다. 1958년 9월에 실시된 주민투표를 통해 프랑스 공동체의 자치 지역을 구성하기로 결정함에 따라 소멸되었다.

## 같이 보기
- 프랑스 식민제국
- 프랑스령 서아프리카
- 프랑스의 식민지 목록
- 프랑스 식민제국 기 목록
- 프랑스령 북아프리카
- 중앙아프리카 국가 경제 공동체
- 중앙아프리카 CFA 프랑